# Zastava Mestne občine Ptuj
Zastava Mestne občine Ptuj je pravokotne oblike v razmerju 1:2,5. Zastavna ruta je bele barve in ima na sredini pozicioniran grb Mestne občine Ptuj.